# Subterraneans
Subterraneans è un brano musicale principalmente strumentale di David Bowie, traccia conclusiva dell'album Low del 1977.
Come il precedente Weeping Wall, anche Subterraneans è un brano d'atmosfera tetra che vuole descrivere l'angoscia degli abitanti di Berlino est durante la Guerra fredda. Secondo Bowie, le persone "imprigionate a Berlino est dopo la separazione", sono rappresentate dal debole suono di sassofoni jazz rappresentanti la memoria di ciò che era.

## Il brano
Al termine delle sessioni per l'album Station to Station nel novembre 1975 ai Cherokee Studios di Los Angeles, David Bowie incise Subterraneans nel dicembre '75 utilizzando gli stessi studi. In seguito la traccia venne rielaborata da Brian Eno che effettuò alcune sovraincisioni su di esso.
Le note interne all'album indicano tali "Peter & Paul" come esecutori nel brano di sintetizzatore ARP e piano aggiuntivi. I misteriosi "Peter & Paul" menzionati sarebbero Peter Robinson, che suonò il piano Fender Rhodes, e Paul Buckmaster che suonò l'ARP Odyssey. Peter Robinson e Paul Buckmaster lavorarono con Bowie ai Cherokee Studios alla fine del 1975 sull'abortita colonna sonora per il film L'uomo che cadde sulla Terra.
Alla fine Subterraneans fu la traccia che subì i più pesanti rimaneggiamenti su Low, con la parte di sax suonata da David Bowie, diversi strati di sintetizzatore e strumenti suonati al rovescio da Brian Eno, fino all'inintelligibile parte cantata nei novanta secondi finali del brano. I paesaggi sonori contengono una qualità cinematografica che evoca le atmosfere dell'album In a Silent Way di Miles Davis.

### Testo
Le poche parole pronunciate nel pezzo, sono tra i testi più oscuri ed inaccessibili tra quelli composti da Bowie. Bowie raccontò che durante le sessioni in studio per Low egli era "incredibilmente annoiato" dai convenzionali testi rock and roll, quindi per Subterraneans volle utilizzare la tecnica del "cut-up" da lui già impiegata in passato.
Secondo quanto riportato nelle note interne dell'edizione 1999 della Virgin Records di Low, il testo è il seguente:
Share bride failing star
care-line
care-line
care-line
care-line riding me
Shirley, Shirley, Shirley, own
Share bride failing star

### Esecuzioni dal vivo
- Il brano è stato utilizzato come introduzione durante i concerti di Bowie dell'Outside Tour nel 1995. Si trattava di una versione differente rispetto a quella inclusa nell'album Low, sia come testo che come musica essendo mischiata con la canzone Scary Monsters (che seguiva Subterraneans in scaletta). Questa versione veniva eseguita insieme ai Nine Inch Nails.

## Formazione
- David Bowie: Voce, sassofono, chitarra elettrica al rovescio, sintetizzatore ARP, Chamberlin
- Paul Buckmaster: Sintetizzatore ARP Odyssey[3]
- Peter Robinson: Pianoforte elettrico Fender Rhodes al rovescio[3]
- Brian Eno: Sintetizzatore ARP 2600,[2] pianoforte
- Carlos Alomar: Chitarra elettrica al rovescio[2]
- George Murray: Basso al rovescio[2]
- Tony Visconti: Produzione

## Cover
- Philip Glass - Symphony No. 1 Low (1992)
- Nine Inch Nails - Dal vivo (con David Bowie) (1995)
- Dylan Howe - Versione jazz nell'album Subterranean - New Designs on Bowie's Berlin (2014)
- La band post-punk Disappears dal vivo (2014)
- Pivio – Lodging a Scary Low Hero (2017)
- Alva Noto con Martin Lee Gore e William Basinski nell'EP Subterraneans (2023)